# 15 tháng 5
Ngày 15 tháng 5 là ngày thứ 135 (136 trong năm nhuận) trong lịch Gregory. Còn 230 ngày trong năm.

## Sự kiện
- 221 – Hán Trung Vương Lưu Bị tức hoàng đế vị tại Thành Đô, cải niên hiệu, khởi đầu Thục Hán, tức ngày Bính Ngọ 6 tháng 4 năm Tân Sửu.
- 604 – Thái tử Shōtoku nhậm chức quan nhiếp chính cho nữ Thiên hoàng Suiko.
- 926 – Hậu Đường Trang Tông bị trọng thương và thiệt mạng trong một cuộc binh biến tại kinh thành Lạc Dương.
- 1636 – Hoàng Thái Cực cải quốc hiệu từ "Đại Kim" sang "Đại Thanh", trở thành hoàng đế khai quốc trên thực tế của triều Thanh.
- 1905 – Chiến tranh Nga-Nhật: Hai thiết giáp hạm Hatsuse và Yashima của Nhật Bản trúng thủy lôi của Nga và chìm ở ngoài khơi cảng Lữ Thuận.
- 1910 – Tại Milano, Đội tuyển bóng đá quốc gia Ý giành chiến thắng 6 - 2 trước đội tuyển Pháp trong trận đấu quốc tế đầu tiên của họ.
- 1919 – Khoa thi cuối cùng của nền thi cử truyền thống Việt Nam đã diễn ra và kết thúc với 7 đệ tam giáp đồng tiến sĩ và 16 phó bảng.
- 1941 – Thành lập Đội Thiếu niên Tiền phong Hồ Chí Minh.
- 1945 – Chiến tranh thế giới thứ hai: Các lực lượng thân phát xít người Croatia và người Serbia đầu hàng quân đội Anh, chính thức chấm dứt Mặt trận Nam Tư.
- 1946 – Ngày thành lập trường Đại học Công Đoàn.
- 1972 – Hoa Kỳ trao trả quyền quản trị Okinawa cho Nhật Bản.
- 1975 – 70 vạn người ở Hà Nội và hàng triệu người tại Sài Gòn, Gia Định xuống đường tham gia cuộc mít tinh, diễu hành mừng Việt Nam thống nhất sau chiến thắng 30 tháng 4.
- 1988 – Chiến tranh Liên Xô tại Afghanistan: Sau hơn tám năm chiến đấu, Hồng quân Liên Xô bắt đầu rút quân khỏi Afghanistan.
- 1991 – Việt Nam gia nhập Tổ chức cảnh sát hình sự quốc tế (gọi tắt là Interpol).

## Sinh
- 1915 - Nhạc sĩ Dương Thiệu Tước (m. 1995)
- 1926 - Lê Văn Chiểu, là một sĩ quan cấp cao trong Quân đội nhân dân Việt Nam, hàm Thiếu tướng, Phó Giáo sư, là người Việt Nam đầu tiên sang Liên Xô học về Vũ khí, nguyên Hiệu phó Trường Đại học Kỹ thuật Quân sự, Phó Tư lệnh Kỹ thuật Đặc khu Quảng Ninh, Phó Chủ nhiệm Tổng cục Kỹ thuật, Phó Chủ nhiệm Tổng cục Công nghiệp Quốc phòng (m. 2020)
- 1932 - Lê Văn Thân, Chuẩn tướng Quân lực Việt Nam Cộng hòa (m. 2005)
- 1970 - Frank de Boer, cầu thủ bóng đá người Hà Lan
- 1970 - Ronald de Boer, cầu thủ bóng đá người Hà Lan
- 1981 - Patrice Evra, cầu thủ bóng đá người Pháp
- 1986 - Matías Fernández, cầu thủ bóng đá người Chile
- 1989 - Sunny (ca sĩ), ban nhạc Girls' Generation, Hàn Quốc
- 1992 - H'Hen Niê, Hoa hậu Hoàn vũ Việt Nam 2017
- 1993 - Quế Ngọc Hải, cầu thủ bóng đá người Việt Nam
- 1997 - Ousmane Dembélé, cầu thủ bóng đá người Pháp

## Mất
- 1833 – Edmund Kean, diễn viên người Anh (s. 1787)[1]
- 1876 – Nguyễn Phúc Hồng Cai, tước phong Kiên Thái vương, hoàng tử con vua Thiệu Trị nhà Nguyễn, cha của các vua Kiến Phúc, Đồng Khánh, Hàm Nghi (s. 1845).